# GR (motorfiets)
GR is een Italiaans historisch merk van motorfietsen.
De bedrijfsnaam was: Gino Revelli di Beaumont, Torino.
In 1925 won graaf Mario Revelli de Beaumont tot ieders verrassing de 500cc- Grand Prix van Monza met een onbekende machine. De initialen "GR" op de tank stonden voor: Gino Revelli, de broer van de graaf. Gino Revelli was in Italië de vertegenwoordiger van het Amerikaanse merk Henderson. Gino had het frame ontworpen en laten bouwen door Antonio Baudo. De motor was door JAP speciaal ontwikkeld voor de Senior TT van 1925, maar daarna was er een kleine serie van deze motor gebouwd voor racende klanten. Het was een eencilinder-kopklepmotor met twee kleppen die op een mengsel van methanol en benzol liep. De complete motorfiets woog slechts 90 kg. In 1926 begonnen Gino en Mario Revelli met de bouw van een serie van deze motorfietsen, maar die eindigde waarschijnlijk nog in hetzelfde jaar.